# Brenda Schultz
Pour les articles homonymes, voir Schultz.
Ne pas confondre avec Augusta Schultz, également joueuse de tennis.
Brenda Anne Marie Schultz (née le 28 décembre 1970 à Haarlem) est une joueuse de tennis néerlandaise, professionnelle au plus haut niveau international de 1986 à 1999. Elle est aussi connue sous son nom de femme mariée, Brenda Schultz-McCarthy.
Dotée d'un service surpuissant qui lui a assuré l'essentiel de ses succès sur les surfaces rapides, elle aurait détenu le record de l'engagement féminin le plus rapide de l'histoire, avec une première balle délivrée à plus de 209 km/h lors du 1er tour qualificatif de l'Open de Cincinnati en 2006 face à Julia Cohen (défaite de Schultz). La WTA attribue toutefois ce record à Venus Williams (207,6 km/h à l'US Open 2007), puis à Sabine Lisicki (210,8 km/h au Classic de Stanford).

## Carrière tennistique
Brenda Schultz commence sa carrière en septembre 1986 et décroche son premier tournoi à Schenectady en 1991. Honorable joueuse du top 50 à la WTA, elle passe un cap en 1994 : au bénéfice de quatre finales (dont une à l'Open d'Allemagne face à la numéro un Steffi Graf) et de son accession dans le dernier carré à Key Biscayne, elle conclut la saison au 15e rang mondial.
L'année suivante, elle se qualifie successivement pour les quarts de finale à Wimbledon puis à l'US Open, disputant également la finale du double dames aux côtés de Rennae Stubbs à la seconde occasion. Bien installée parmi les vingt meilleures jusqu'au printemps 1998, elle se hisse même à la 9e place le 20 mai 1996 et bat parmi les plus grandes championnes de son époque, notamment Monica Seles, Jennifer Capriati, ou Lindsay Davenport (cette dernière à trois reprises).
Régulièrement sélectionnée dans l'équipe néerlandaise de Fed Cup, elle contribue à la qualification de son pays pour la finale de l'édition 1997 ; en dépit de sa victoire contre Mary Pierce, elle n'empêche néanmoins pas la victoire française (4 matchs à 1) à Bois-le-Duc.
Brenda Schultz met un terme à sa carrière sportive en mai 1999, à l'issue d'un an d'inactivité pour cause de blessure au dos. En 2005 et 2006, elle décide néanmoins de s'aligner à nouveau en Fed Cup, les Pays-Bas étant descendus en deuxième division. De 2006 à 2008, à trente-six ans passés, elle tente encore sa chance dans les challengers ITF (gagnant à Surbiton en 2007) et dans les tableaux qualificatifs de quelques gros tournois WTA.
Au cours de sa carrière, Brenda Schultz a remporté quelque seize titres, dont sept en simple.

## Palmarès

### Titres simple dames
| No | Date       | Nom et lieu du tournoi              | Catégorie | Dotation  | Surface         | Finaliste         | Score         |          |
| -- | ---------- | ----------------------------------- | --------- | --------- | --------------- | ----------------- | ------------- | -------- |
| 1  | 19-08-1991 | OTB International Open, Schenectady | Tier V    | 100 000 $ | Dur (ext.)      | Alexia Dechaume   | 7-6, 6-2      | Parcours |
| 2  | 08-06-1992 | Dow Classic, Birmingham             | Tier IV   | 150 000 $ | Gazon (ext.)    | Jenny Byrne       | 6-2, 6-2      | Parcours |
| 3  | 26-04-1993 | Ilva Trophy, Tarente                | Tier IV   | 100 000 $ | Terre (ext.)    | Debbie Graham     | 7-6, 6-2      | Parcours |
| 4  | 13-02-1995 | IGA Tennis Classic, Oklahoma City   | Tier III  | 161 250 $ | Dur (int.)      | Elena Likhovtseva | 6-1, 6-2      | Parcours |
| 5  | 30-10-1995 | Challenge Bell, Québec              | Tier III  | 161 250 $ | Moquette (int.) | Dominique Monami  | 7-6, 6-2      | Parcours |
| 6  | 19-02-1996 | IGA Tennis Classic, Oklahoma City   | Tier III  | 164 250 $ | Dur (int.)      | Amanda Coetzer    | 6-3, 6-2      | Parcours |
| 7  | 20-10-1997 | Challenge Bell, Québec              | Tier III  | 164 250 $ | Moquette (int.) | Dominique Monami  | 6-4, 6-7, 7-5 | Parcours |

### Finales simple dames
| No | Date       | Nom et lieu du tournoi                     | Catégorie | Dotation  | Surface         | Vainqueure       | Score         |          |
| -- | ---------- | ------------------------------------------ | --------- | --------- | --------------- | ---------------- | ------------- | -------- |
| 1  | 22-02-1988 | Virginia Slims of Oklahoma, Oklahoma City  | Tier V    | 100 000 $ | Moquette (int.) | Lori McNeil      | 6-3, 6-2      | Parcours |
| 2  | 18-04-1988 | Taipei International Championships, Taïwan | Tier V    | 50 000 $  | Moquette (int.) | Stephanie Rehe   | 6-4, 6-4      | Parcours |
| 3  | 02-01-1989 | Danone Hard Court Championships, Brisbane  | Tier V    | 150 000 $ | Dur (ext.)      | Helena Suková    | 7-6, 7-6      | Parcours |
| 4  | 06-07-1992 | Torneo Internazionale, Palerme             | Tier IV   | 100 000 $ | Terre (ext.)    | Mary Pierce      | 6-1, 6-7, 6-1 | Parcours |
| 5  | 24-08-1992 | OTB International Open, Schenectady        | Tier V    | 100 000 $ | Dur (ext.)      | Barbara Rittner  | 7-6, 6-3      | Parcours |
| 6  | 14-02-1994 | IGA Tennis Classic, Oklahoma City          | Tier III  | 150 000 $ | Dur (int.)      | Meredith McGrath | 7-6, 7-6      | Parcours |
| 7  | 09-05-1994 | German Open, Berlin                        | Tier I    | 750 000 $ | Terre (ext.)    | Steffi Graf      | 7-6, 6-4      | Parcours |
| 8  | 04-07-1994 | Torneo Internazionale, Palerme             | Tier IV   | 100 000 $ | Terre (ext.)    | Irina Spîrlea    | 6-4, 1-6, 7-6 | Parcours |
| 9  | 31-10-1994 | Challenge Bell, Québec                     | Tier III  | 150 000 $ | Moquette (int.) | Katerina Maleeva | 6-3, 6-3      | Parcours |

### Titres en double dames
| No | Date       | Nom et lieu du tournoi                | Catégorie | Dotation  | Surface         | Partenaire        | Finalistes                      | Score         |          |
| -- | ---------- | ------------------------------------- | --------- | --------- | --------------- | ----------------- | ------------------------------- | ------------- | -------- |
| 1  | 17-04-1989 | Eckerd Open Tampa                     | Tier IV   | 200 000 $ | Terre (ext.)    | Andrea Temesvári  | Elise Burgin Rosalyn Fairbank   | 7-6, 6-4      | Parcours |
| 2  | 26-04-1993 | Ilva Trophy Tarente                   | Tier IV   | 100 000 $ | Terre (ext.)    | Debbie Graham     | Petra Langrová Mercedes Paz     | 6-0, 6-4      | Parcours |
| 3  | 06-02-1995 | Ameritech Cup Chicago                 | Tier II   | 430 000 $ | Moquette (int.) | Gabriela Sabatini | Tami Whitlinger Marianne Werdel | 5-7, 7-6, 6-4 | Parcours |
| 4  | 14-08-1995 | du Maurier Lté Open Toronto           | Tier I    | 806 250 $ | Dur (ext.)      | Gabriela Sabatini | Martina Hingis Iva Majoli       | 4-6, 6-0, 6-3 | Parcours |
| 5  | 19-02-1996 | IGA Tennis Classic Oklahoma City      | Tier III  | 164 250 $ | Dur (int.)      | Chanda Rubin      | Katrina Adams Debbie Graham     | 6-4, 6-3      | Parcours |
| 6  | 08-03-1996 | State Farm Evert Cup Indian Wells     | Tier II   | 550 000 $ | Dur (ext.)      | Chanda Rubin      | Julie Halard Nathalie Tauziat   | 6-1, 6-4      | Parcours |
| 7  | 29-04-1996 | Rexona Cup Hambourg                   | Tier II   | 450 000 $ | Terre (ext.)    | Arantxa Sánchez   | Gigi Fernández Martina Hingis   | 4-6, 7-6, 6-4 | Parcours |
| 8  | 17-06-1996 | Wilkinson Lady Championships Rosmalen | Tier III  | 164 250 $ | Gazon (ext.)    | Larisa Neiland    | Kristie Boogert Helena Suková   | 6-4, 7-6      | Parcours |
| 9  | 21-10-1996 | Challenge Bell Québec                 | Tier III  | 164 250 $ | Moquette (int.) | Debbie Graham     | Amy Frazier Kimberly Po         | 6-1, 6-4      | Parcours |

### Finales en double dames
| No | Date       | Nom et lieu du tournoi                      | Catégorie | Dotation    | Surface         | Vainqueures                       | Partenaire        | Score         |          |
| -- | ---------- | ------------------------------------------- | --------- | ----------- | --------------- | --------------------------------- | ----------------- | ------------- | -------- |
| 1  | 10-07-1989 | Arcachon Cup Arcachon                       | Tier V    | 100 000 $   | Terre (ext.)    | Sandra Cecchini Patricia Tarabini | Mercedes Paz      | 6-3, 7-6      | Parcours |
| 2  | 29-10-1990 | Virginia Slims of Nashville Nashville       | Tier IV   | 150 000 $   | Dur (int.)      | Kathy Jordan Larisa Neiland       | Caroline Vis      | 6-1, 6-2      | Parcours |
| 3  | 10-05-1993 | German Open Berlin                          | Tier I    | 750 000 $   | Terre (ext.)    | Gigi Fernández Natasha Zvereva    | Debbie Graham     | 6-1, 6-3      | Parcours |
| 4  | 05-07-1993 | Torneo Internazionale Palerme               | Tier IV   | 100 000 $   | Terre (ext.)    | Karin Kschwendt Natalia Medvedeva | Silvia Farina     | 6-4, 7-6      | Parcours |
| 5  | 02-05-1994 | Italian Open Rome                           | Tier I    | 750 000 $   | Terre (ext.)    | Gigi Fernández Natasha Zvereva    | Gabriela Sabatini | 6-1, 6-3      | Parcours |
| 6  | 07-11-1994 | Virginia Slims of Philadelphia Philadelphie | Tier I    | 750 000 $   | Moquette (int.) | Gigi Fernández Natasha Zvereva    | Gabriela Sabatini | 4-6, 6-4, 6-2 | Parcours |
| 7  | 13-02-1995 | IGA Tennis Classic Oklahoma City            | Tier III  | 161 250 $   | Dur (int.)      | Nicole Arendt Laura Golarsa       | Katrina Adams     | 6-4, 6-3      | Parcours |
| 8  | 28-08-1995 | US Open Flushing Meadows                    | G. Chelem | 4 271 000 $ | Dur (ext.)      | Gigi Fernández Natasha Zvereva    | Rennae Stubbs     | 7-5, 6-3      | Parcours |
| 9  | 25-09-1995 | Sparkassen Cup Leipzig                      | Tier II   | 430 000 $   | Moquette (int.) | Larisa Neiland Meredith McGrath   | Caroline Vis      | 6-4, 6-4      | Parcours |
| 10 | 17-02-1997 | Faber Grand Prix Hanovre                    | Tier II   | 450 000 $   | Moquette (int.) | Nicole Arendt Manon Bollegraf     | Larisa Neiland    | 4-6, 6-3, 7-6 | Parcours |

### Finale en double mixte
| No | Date       | Nom et lieu du tournoi | Catégorie | Dotation    | Surface      | Vainqueures              | Partenaire       | Score    |          |
| -- | ---------- | ---------------------- | --------- | ----------- | ------------ | ------------------------ | ---------------- | -------- | -------- |
| 1  | 23-05-1988 | Roland-Garros Paris    | G. Chelem | 1 488 000 $ | Terre (ext.) | Lori McNeil Jorge Lozano | Michiel Schapers | 7-5, 6-2 | Parcours |

## Parcours en Grand Chelem

### En simple dames
| Année | Open d'Australie | Open d'Australie  | Internationaux de France | Internationaux de France | Wimbledon       | Wimbledon          | US Open         | US Open              |
| ----- | ---------------- | ----------------- | ------------------------ | ------------------------ | --------------- | ------------------ | --------------- | -------------------- |
| 1987  | -                | -                 | -                        | -                        | -               | -                  | 1er tour (1/64) | Sabrina Goleš        |
| 1988  | 1er tour (1/64)  | Sally McCann      | 4e tour (1/8)            | Gabriela Sabatini        | 1er tour (1/64) | Gigi Fernández     | 1er tour (1/64) | Ann Grossman         |
| 1989  | 4e tour (1/8)    | Belinda Cordwell  | 1er tour (1/64)          | Katerina Maleeva         | 1er tour (1/64) | Monica Seles       | 1er tour (1/64) | Patricia Tarabini    |
| 1990  | 2e tour (1/32)   | Kimiko Date       | 2e tour (1/32)           | Jana Novotná             | 4e tour (1/8)   | Natasha Zvereva    | 1er tour (1/64) | Julie Halard         |
| 1991  | 1er tour (1/64)  | Katerina Maleeva  | 1er tour (1/64)          | Maya Kidowaki            | 4e tour (1/8)   | Jennifer Capriati  | 2e tour (1/32)  | Mary Joe Fernández   |
| 1992  | 1er tour (1/64)  | Barbara Rittner   | 3e tour (1/16)           | Jana Novotná             | 1er tour (1/64) | Nathalie Tauziat   | 3e tour (1/16)  | Mary Joe Fernández   |
| 1993  | -                | -                 | 4e tour (1/8)            | Mary Joe Fernández       | 3e tour (1/16)  | Jennifer Capriati  | 3e tour (1/16)  | Mary Pierce          |
| 1994  | -                | -                 | 3e tour (1/16)           | Conchita Martínez        | 2e tour (1/32)  | Mary Joe Fernández | 1er tour (1/64) | Alexandra Fusai      |
| 1995  | 4e tour (1/8)    | Lindsay Davenport | 2e tour (1/32)           | Anke Huber               | 1/4 de finale   | Arantxa Sánchez    | 1/4 de finale   | Conchita Martínez    |
| 1996  | 4e tour (1/8)    | Martina Hingis    | 3e tour (1/16)           | Irina Spîrlea            | 3e tour (1/16)  | Sabine Appelmans   | 2e tour (1/32)  | Barbara Rittner      |
| 1997  | 2e tour (1/32)   | Rika Hiraki       | 3e tour (1/16)           | Natasha Zvereva          | 3e tour (1/16)  | Sabine Appelmans   | 2e tour (1/32)  | Olga Barabanschikova |
| 1998  | 2e tour (1/32)   | Henrieta Nagyová  | 1er tour (1/64)          | Corina Morariu           | -               | -                  | -               | -                    |
| 1999  | -                | -                 | 1er tour (1/64)          | Alicia Molik             | -               | -                  | -               | -                    |

À droite du résultat, l’ultime adversaire.

### En double dames
| Année | Open d'Australie             | Open d'Australie           | Internationaux de France     | Internationaux de France   | Wimbledon                     | Wimbledon                  | US Open                       | US Open                    |
| ----- | ---------------------------- | -------------------------- | ---------------------------- | -------------------------- | ----------------------------- | -------------------------- | ----------------------------- | -------------------------- |
| 1988  | 2e tour (1/16) H. Ter Riet   | Jenny Byrne J. Thompson    | 1er tour (1/32) Carin Bakkum | R. Fairbank Peanut Louie   | 1er tour (1/32) Carin Bakkum  | Jana Novotná C. Suire      | 1er tour (1/32) Carin Bakkum  | Louise Field Julie Salmon  |
| 1989  | 1er tour (1/32) Carin Bakkum | C. Porwik C. Tanvier       | 1/2 finale A. Temesvári      | L. Savchenko N. Zvereva    | 1/4 de finale A. Temesvári    | Navrátilová Pam Shriver    | 1er tour (1/32) A. Temesvári  | Laura Arraya Peanut Louie  |
| 1990  | 1/2 finale A. Temesvári      | Patty Fendick MJ Fernández | 1/4 de finale Kohde-Kilsch   | N. Tauziat J. Wiesner      | 2e tour (1/16) Kohde-Kilsch   | Nicole Provis Elna Reinach | 3e tour (1/8) M. Bollegraf    | Jana Novotná Helena Suková |
| 1991  | 1er tour (1/32) Kohde-Kilsch | M. Maleeva Lori McNeil     | 1er tour (1/32) Caroline Vis | G. Helgeson W. Probst      | 2e tour (1/16) R. Fairbank    | Jo-Anne Faull R. McQuillan | 2e tour (1/16) K. Kschwendt   | Pam Shriver N. Zvereva     |
| 1992  | 1/2 finale S. Rehe           | MJ Fernández Zina Garrison | 2e tour (1/16) N. Jagerman   | Linda Wild Rennae Stubbs   | 2e tour (1/16) N. Jagerman    | G. Fernández N. Zvereva    | 1er tour (1/32) Debbie Graham | Sandy Collins S. Rehe      |
| 1993  | -                            | -                          | 3e tour (1/8) Debbie Graham  | Katrina Adams M. Bollegraf | 1er tour (1/32) Debbie Graham | Yayuk Basuki Mercedes Paz  | 3e tour (1/8) Debbie Graham   | G. Fernández N. Zvereva    |
| 1994  | -                            | -                          | 3e tour (1/8) G. Sabatini    | N. Bradtke Elna Reinach    | 2e tour (1/16) Debbie Graham  | Jana Novotná A. Sánchez    | -                             | -                          |
| 1995  | 2e tour (1/16) G. Sabatini   | K. Boogert N. Jagerman     | 3e tour (1/8) G. Sabatini    | Julie Halard N. Tauziat    | 1/2 finale G. Sabatini        | Jana Novotná A. Sánchez    | Finale Rennae Stubbs          | G. Fernández N. Zvereva    |
| 1996  | 2e tour (1/16) Rennae Stubbs | Nanne Dahlman Clare Wood   | 2e tour (1/16) A. Coetzer    | Olga Lugina E. Pampoulova  | -                             | -                          | 1er tour (1/32) N. Tauziat    | Patricia Hy R. Fairbank    |
| 1997  | 3e tour (1/8) Chanda Rubin   | V. Ruano Paola Suárez      | 2e tour (1/16) Chanda Rubin  | H. Nagyová P. Schnyder     | 3e tour (1/8) Chanda Rubin    | M. Hingis A. Sánchez       | 1er tour (1/32) Chanda Rubin  | S. Jeyaseelan Rene Simpson |
| 1998  | 2e tour (1/16) P. Schnyder   | C. Martínez P. Tarabini    | -                            | -                          | -                             | -                          | -                             | -                          |
| 1999  | -                            | -                          | 1er tour (1/32) Linda Wild   | L. Courtois Shaughnessy    | -                             | -                          | -                             | -                          |

Sous le résultat, la partenaire ; à droite, l’ultime équipe adverse.

### En double mixte
| Année | Open d'Australie              | Open d'Australie         | Internationaux de France      | Internationaux de France  | Wimbledon                     | Wimbledon                   | US Open                     | US Open                   |
| ----- | ----------------------------- | ------------------------ | ----------------------------- | ------------------------- | ----------------------------- | --------------------------- | --------------------------- | ------------------------- |
| 1988  | -                             | -                        | Finale M. Schapers            | Lori McNeil Jorge Lozano  | 1er tour (1/32) Steve Denton  | Lise Gregory P. Aldrich     | -                           | -                         |
| 1989  | 1er tour (1/16) M. Mortensen  | Zina Garrison S. Stewart | 2e tour (1/16) M. Schapers    | Penny Barg B. Willenborg  | 2e tour (1/16) M. Schapers    | Nicole Provis Darren Cahill | -                           | -                         |
| 1990  | -                             | -                        | 1/4 de finale M. Schapers     | N. Medvedeva Kelly Jones  | 1er tour (1/32) M. Kratzmann  | Gretchen Rush Todd Nelson   | 2e tour (1/8) Tomáš Šmíd    | A. Sánchez Jorge Lozano   |
| 1991  | -                             | -                        | 3e tour (1/8) M. Koevermans   | Kathy Jordan M. Woodforde | 1/4 de finale M. Schapers     | Elna Reinach van Rensburg   | 1er tour (1/16) M. Schapers | Mercedes Paz L. Lavalle   |
| 1992  | 2e tour (1/8) Cyril Suk       | A. Sánchez T. Woodbridge | 1er tour (1/32) M. Schapers   | Mary Pierce Jared Palmer  | 3e tour (1/8) M. Schapers     | Debbie Graham J. Stark      | 2e tour (1/8) Luke Jensen   | Lori McNeil Bryan Shelton |
| 1993  | -                             | -                        | 1/2 finale Murphy Jensen      | E. Maniokova A. Olhovskiy | 1er tour (1/32) Murphy Jensen | B. Nagelsen R. Reneberg     | 2e tour (1/8) Murphy Jensen | N. Zvereva M. Kratzmann   |
| 1994  | -                             | -                        | 1er tour (1/32) Murphy Jensen | K. Radford Jim Pugh       | 2e tour (1/16) Luke Jensen    | Lisa Raymond Rick Leach     | -                           | -                         |
| 1995  | 1er tour (1/16) Luke Jensen   | Lisa Raymond David Adams | 1/4 de finale Luke Jensen     | Hetherington J. de Jager  | 2e tour (1/16) Murphy Jensen  | Katrina Adams Kelly Jones   | 1/4 de finale Rick Leach    | Mary Pierce Luke Jensen   |
| 1996  | 1er tour (1/16) Murphy Jensen | L. Neiland M. Woodforde  | 2e tour (1/16) Mark Keil      | L. Pleming Luis Lobo      | -                             | -                           | -                           | -                         |
| 1997  | -                             | -                        | 1/4 de finale Piet Norval     | M. Bollegraf Rick Leach   | 1er tour (1/32) Murphy Jensen | Chanda Rubin J. Gimelstob   | 1/2 finale Luke Jensen      | M. Bollegraf Rick Leach   |

Sous le résultat, le partenaire ; à droite, l’ultime équipe adverse.

## Parcours aux Masters

### En simple dames
| # | Date       | Nom de l'édition                      | ($)       | Surface         | Résultat       | Ultime adversaire | Score         |          |
| - | ---------- | ------------------------------------- | --------- | --------------- | -------------- | ----------------- | ------------- | -------- |
| 1 | 14/11/1994 | Virginia Slims Championships New York | 3 500 000 | Moquette (int.) | 1er tour (1/8) | Steffi Graf       | 7-5, 6-3      | Parcours |
| 2 | 13/11/1995 | WTA Tour Championships New York       | 2 000 000 | Moquette (int.) | 1/2 finale     | Anke Huber        | 6-3, 6-3      | Parcours |
| 3 | 18/11/1996 | Chase Championships New York          | 2 000 000 | Moquette (int.) | 1er tour (1/8) | Arantxa Sánchez   | 6-4, 7-6      | Parcours |
| 4 | 17/11/1997 | Chase Championships New York          | 2 000 000 | Moquette (int.) | 1er tour (1/8) | Martina Hingis    | 7-6, 5-2, ab. | Parcours |

### En double dames
| # | Date       | Nom de l'édition                | ($)       | Surface         | Résultat      | Partenaire        | Ultimes adversaires             | Score    |          |
| - | ---------- | ------------------------------- | --------- | --------------- | ------------- | ----------------- | ------------------------------- | -------- | -------- |
| 1 | 13/11/1995 | WTA Tour Championships New York | 2 000 000 | Moquette (int.) | 1/4 de finale | Gabriela Sabatini | Meredith McGrath Larisa Neiland | 6-3, 6-2 | Parcours |

## Parcours aux Jeux olympiques

### En simple dames
| # | Date       | Nom de l'olympiade             | Surface      | Résultat       | Ultime adversaire | Score     |          |
| - | ---------- | ------------------------------ | ------------ | -------------- | ----------------- | --------- | -------- |
| 1 | 28/07/1992 | Olympic Tennis Event Barcelone | Terre (ext.) | 2e tour (1/16) | Steffi Graf       | 6-1, 6-0  | Parcours |
| 2 | 23/07/1996 | Olympic Tennis Event Atlanta   | Dur (ext.)   | 3e tour (1/8)  | Arantxa Sánchez   | 6-4, 7-67 | Parcours |

### En double dames
| # | Date       | Nom de l'olympiade             | Surface      | Résultat                 | Partenaire      | Ultimes adversaires                 | Score    |          |
| - | ---------- | ------------------------------ | ------------ | ------------------------ | --------------- | ----------------------------------- | -------- | -------- |
| 1 | 28/07/1992 | Olympic Tennis Event Barcelone | Terre (ext.) | 1er tour (1/16)          | Nicole Jagerman | Gigi Fernández Mary Joe Fernández   | 6-0, 6-0 | Parcours |
| 2 | 23/07/1996 | Olympic Tennis Event Atlanta   | Dur (ext.)   | 4e place (petite finale) | Manon Bollegraf | Conchita Martínez · Arantxa Sánchez | 6-1, 6-3 | Parcours |

## Parcours en Coupe de la Fédération
| #                                                                          | Date       | Lieu        | Surface         | Gagnante(s)                    | Perdante(s)                    | Score          |          |
|                                                                            |            |             |                 |                                |                                |                |          |
| 1988 - 1er tour (groupe mondial) - Pays-Bas - Espagne - 0 : 3              |            |             |                 |                                |                                |                |          |
| 1                                                                          | 05/12/1988 | Melbourne   |                 | Arantxa Sánchez                | Brenda Schultz                 | 6-2, 7-65      | Parcours |
|                                                                            |            |             |                 |                                |                                |                |          |
| 1989 - 1er tour (groupe mondial) - Yougoslavie - Pays-Bas - 0 : 2          |            |             |                 |                                |                                |                |          |
| 2                                                                          | 03/10/1989 | Tokyo       | Dur (ext.)      | Brenda Schultz                 | Sabrina Goleš                  | 7-65, 6-0      | Parcours |
|                                                                            |            |             |                 |                                |                                |                |          |
| 1989 - 2e tour (groupe mondial) - Pays-Bas - Espagne - 0 : 2               |            |             |                 |                                |                                |                |          |
| 3                                                                          | 03/10/1989 | Tokyo       | Dur (ext.)      | Arantxa Sánchez                | Brenda Schultz                 | 2-6, 6-4, 10-8 | Parcours |
|                                                                            |            |             |                 |                                |                                |                |          |
| 1990 - 1er tour (groupe mondial) - Pays-Bas - Suisse - 2 : 1               |            |             |                 |                                |                                |                |          |
| 4                                                                          | 23/07/1990 | Atlanta     | Dur (ext.)      | Brenda Schultz                 | Csilla Bartos                  | 7-64, 6-0      | Parcours |
| 4                                                                          | 23/07/1990 | Atlanta     | Dur (ext.)      | Manon Bollegraf Brenda Schultz | Céline Cohen Eva Krapl         | 6-0, 6-1       | Parcours |
|                                                                            |            |             |                 |                                |                                |                |          |
| 1990 - 2e tour (groupe mondial) - Allemagne - Pays-Bas - 1 : 2             |            |             |                 |                                |                                |                |          |
| 5                                                                          | 23/07/1990 | Atlanta     | Dur (ext.)      | Brenda Schultz                 | Anke Huber                     | 6-3, 6-2       | Parcours |
| 5                                                                          | 23/07/1990 | Atlanta     | Dur (ext.)      | Manon Bollegraf Brenda Schultz | Claudia Porwik Wiltrud Probst  | 7-65, 7-62     | Parcours |
|                                                                            |            |             |                 |                                |                                |                |          |
| 1990 - 1/4 de finale (groupe mondial) - Pays-Bas - URSS - 1 : 2            |            |             |                 |                                |                                |                |          |
| 6                                                                          | 23/07/1990 | Atlanta     | Dur (ext.)      | Brenda Schultz                 | Leila Meskhi                   | 6-71, 6-4, 6-3 | Parcours |
| 6                                                                          | 23/07/1990 | Atlanta     | Dur (ext.)      | Larisa Neiland Natasha Zvereva | Manon Bollegraf Brenda Schultz | 7-67, 6-3      | Parcours |
|                                                                            |            |             |                 |                                |                                |                |          |
| 1992 - 2e tour (groupe mondial) - Allemagne - Pays-Bas - 2 : 1             |            |             |                 |                                |                                |                |          |
| 7                                                                          | 15/07/1992 | Francfort   | Terre (ext.)    | Steffi Graf                    | Brenda Schultz                 | 6-3, 7-66      | Parcours |
|                                                                            |            |             |                 |                                |                                |                |          |
| 1994 - 1er tour (groupe mondial) - Biélorussie - Pays-Bas - 1 : 2          |            |             |                 |                                |                                |                |          |
| 8                                                                          | 18/07/1994 | Francfort   | Terre (ext.)    | Natasha Zvereva                | Brenda Schultz                 | 6-3, 7-5       | Parcours |
|                                                                            |            |             |                 |                                |                                |                |          |
| 1994 - 2e tour (groupe mondial) - Afrique du Sud - Pays-Bas - 2 : 1        |            |             |                 |                                |                                |                |          |
| 9                                                                          | 20/07/1994 | Francfort   | Terre (ext.)    | Joannette Kruger               | Brenda Schultz                 | 6-4, 6-0       | Parcours |
|                                                                            |            |             |                 |                                |                                |                |          |
| 1996 - 1/4 de finale (groupe mondial II) - Pays-Bas - Australie - 4 : 1    |            |             |                 |                                |                                |                |          |
| 10                                                                         | 27/04/1996 | Kampen      | Terre (ext.)    | Brenda Schultz                 | Rachel McQuillan               | 7-5, 6-3       | Parcours |
| 10                                                                         | 27/04/1996 | Kampen      | Terre (ext.)    | Brenda Schultz                 | Rennae Stubbs                  | 6-4, 6-2       | Parcours |
| 10                                                                         | 27/04/1996 | Kampen      | Terre (ext.)    | Rachel McQuillan Rennae Stubbs | Manon Bollegraf Brenda Schultz | 6-3, 3-6, 7-64 | Parcours |
|                                                                            |            |             |                 |                                |                                |                |          |
| 1997 - 1/4 de finale (groupe mondial) - Pays-Bas - États-Unis - 3 : 2      |            |             |                 |                                |                                |                |          |
| 11                                                                         | 01/03/1997 | Haarlem     | Moquette (int.) | Chanda Rubin                   | Brenda Schultz                 | 4-6, 6-4, 6-3  | Parcours |
| 11                                                                         | 01/03/1997 | Haarlem     | Moquette (int.) | Brenda Schultz                 | Mary Joe Fernández             | 1-6, 6-4, 9-7  | Parcours |
|                                                                            |            |             |                 |                                |                                |                |          |
| 1997 - 1/2 finale (groupe mondial) - République tchèque - Pays-Bas - 2 : 3 |            |             |                 |                                |                                |                |          |
| 12                                                                         | 12/07/1997 | Prague      | Terre (ext.)    | Brenda Schultz                 | Sandra Kleinová                | 6-1, 7-65      | Parcours |
| 12                                                                         | 12/07/1997 | Prague      | Terre (ext.)    | Jana Novotná                   | Brenda Schultz                 | 7-63, 6-3      | Parcours |
|                                                                            |            |             |                 |                                |                                |                |          |
| 1997 - Finale (groupe mondial) - Pays-Bas - France - 1 : 4                 |            |             |                 |                                |                                |                |          |
| 13                                                                         | 04/10/1997 | Bois-le-Duc | Moquette (int.) | Sandrine Testud                | Brenda Schultz                 | 6-4, 4-6, 6-3  | Parcours |
| 13                                                                         | 04/10/1997 | Bois-le-Duc | Moquette (int.) | Brenda Schultz                 | Mary Pierce                    | 4-6, 6-3, 6-4  | Parcours |

## Classements WTA en fin de saison

### En simple
| Année | 1987 | 1988 | 1989 | 1990 | 1991 | 1992 | 1993 | 1994 | 1995 | 1996 | 1997 | 1998 | 1999 | 2000 | 2001 | 2002 | 2003 | 2004 | 2005 | 2006 | 2007 | 2008 |
| Rang  | 149  | 40   | 83   | 43   | 30   | 33   | 40   | 15   | 13   | 12   | 15   | 181  | -    | -    | -    | -    | -    | -    | -    | 296  | 199  | 362  |

Source : (en) « Classements de Brenda Schultz », sur le site officiel du WTA Tour

### En double
| Année | 1987 | 1988 | 1989 | 1990 | 1991 | 1992 | 1993 | 1994 | 1995 | 1996 | 1997 | 1998 |
| Rang  | 318  | 88   | 31   | 34   | 60   | 35   | 27   | 31   | 14   | 18   | 45   | 187  |

Source : (en) « Classements de Brenda Schultz », sur le site officiel du WTA Tour